# Золотой костыль

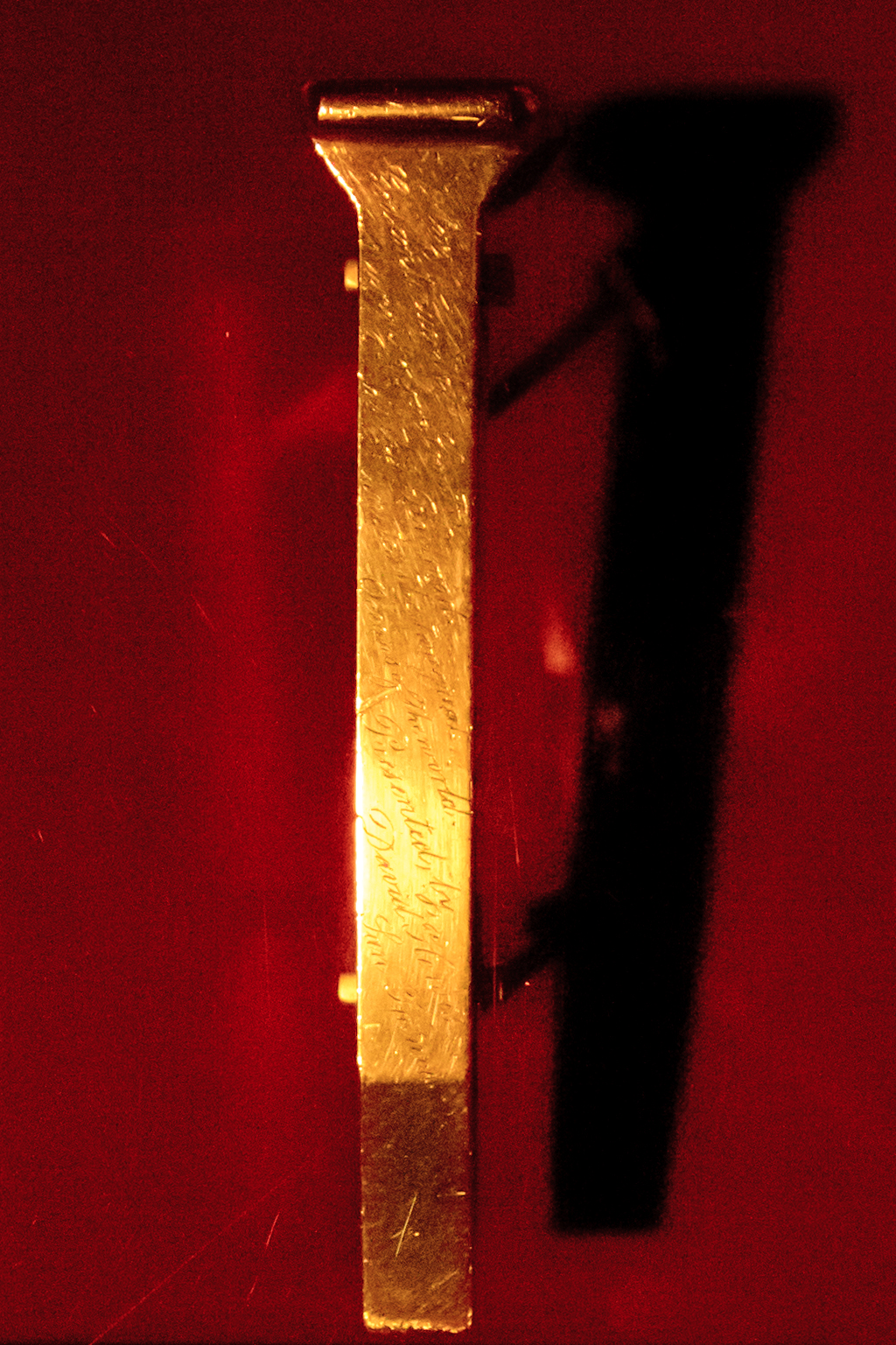
Оригинальный Золотой костыль в музее.

Золотой костыль (англ. The Golden spike), также известный как Последний костыль (англ. The Last Spike) — церемониальный последний железнодорожный костыль, вбитый главой железнодорожной компании Леландом Стэнфордом, 10 мая 1869 года на торжественной церемонии соединения железнодорожных cистем Central Pacific Railroad и Union Pacific Railroad в местечке Promontory, штат Юта в Первую трансконтинентальную железную дорогу США.
Оригинальный «Золотой костыль» сейчас находится в музее Iris & B. Gerald Cantor Center for Visual Arts Стэнфордского университета. Понятие «Последний костыль» в дальнейшем стало использоваться, чтобы описать обычно торжественное завершение любого нового железнодорожного строительства, в частности те, в которых строительство осуществляется из двух противоположных направлений к месту общей встречи. Также сейчас окончание укладки труб газо- или нефтепроводной системы и торжественную церемонию сварки их стыков называют «Золотой стык».

## История
Завершение трансконтинентальной железной дороги с помощью «Золотого костыля» было придумкой Дэвида Хьюза, финансиста и подрядчика из Сан-Франциско. Костыль был изготовлен в начале 1869 года специально для мероприятия компанией William T. Garratt Foundry в Сан-Франциско. На двух сторонах были выгравированы имена руководителей стройки и железнодорожных директоров. Специальная шпала из полированного калифорнийского лавра была выбрана, чтобы завершить линию, где «Последний костыль» и был забит. Церемонию первоначально планировалось провести 8 мая 1869 года (Дата забивки Золотого костыля), но она была отложена на два дня из-за плохой погоды и трудовых споров, что задержало достройку рельс со стороны Union Pacific.

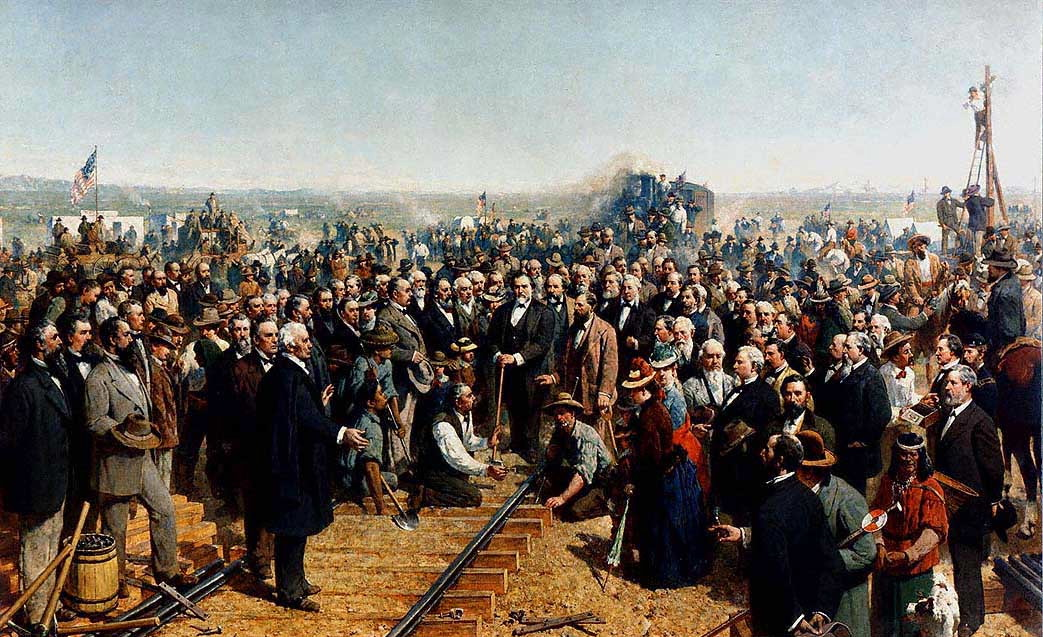
Последний костыль (1881), картина Томаса Хилла

10 мая, в преддверии церемонии паровозы Union Pacific No. 119 и Central Pacific No. 60 (более известный как Юпитер.) были поставлены напротив друг друга. Точно неизвестно, сколько человек приняли участие в мероприятии; принято считать, что от 500 до 3000 человек. Присутствовали представители правительства и железнодорожного руководства, а так же рабочие, желавшие увидеть это событие.
Прежде чем Последний костыль был вбит, представители от имени трех других участников, которые не присутствовали на церемонии, вбили ещё три костыля:
- Второй золотой, более низкого качества, привезенный из Сан-Франциско;
- Серебряный костыль из Невады, весом 780 г (25 унций) неочищенного серебра;
- Железный костыль из Аризоны.

По очереди в торжественную шпалу из Калифорнийского лавра были вбиты все четыре костыля. В Соединенных Штатах, это событие стало считаться одним из первых медийных событий.
Локомотивы двигались вперед, пока их метельники не встретились, и были сделаны фотографии. Сразу же после этого, «Золотые костыли» и лавровая шпала были удалены, во избежание кражи, а их заменили на обычные.

## В искусстве
На тему золотого костыля было написано множество картин в жанре «Американа». На некоторых полотнах кроме белых промышленников и фермеров изображены также наблюдающие за процессом коренные американцы.

В австралийском мультфильме "Вокруг света за восемьдесят дней" доставке золотого костыля в Промонтари-Пойнт посвящена пятнадцатая серия. 

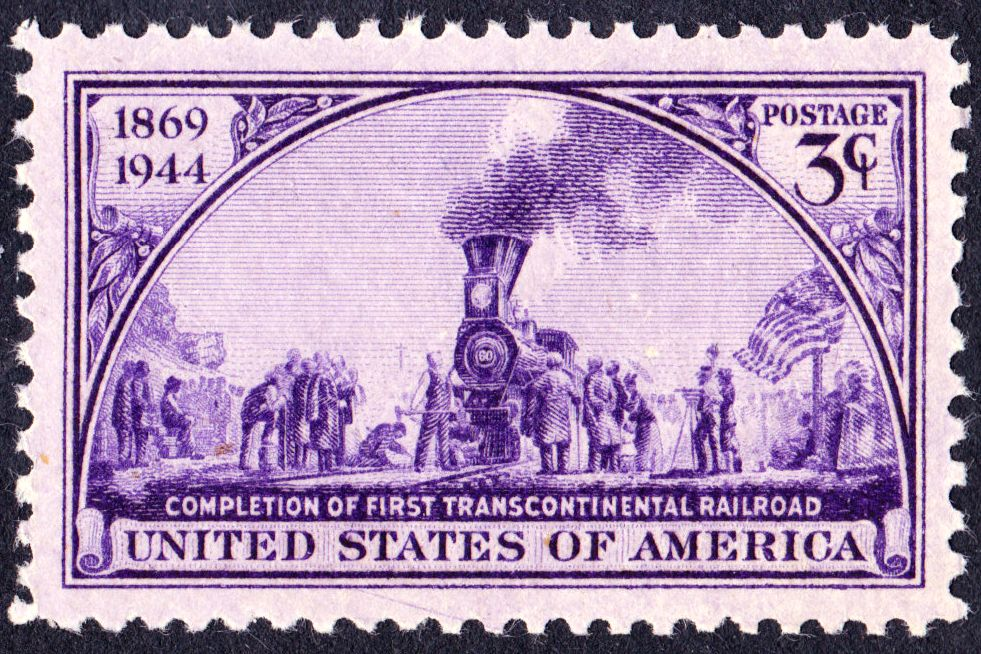
Почтовая марка США, 1944 год
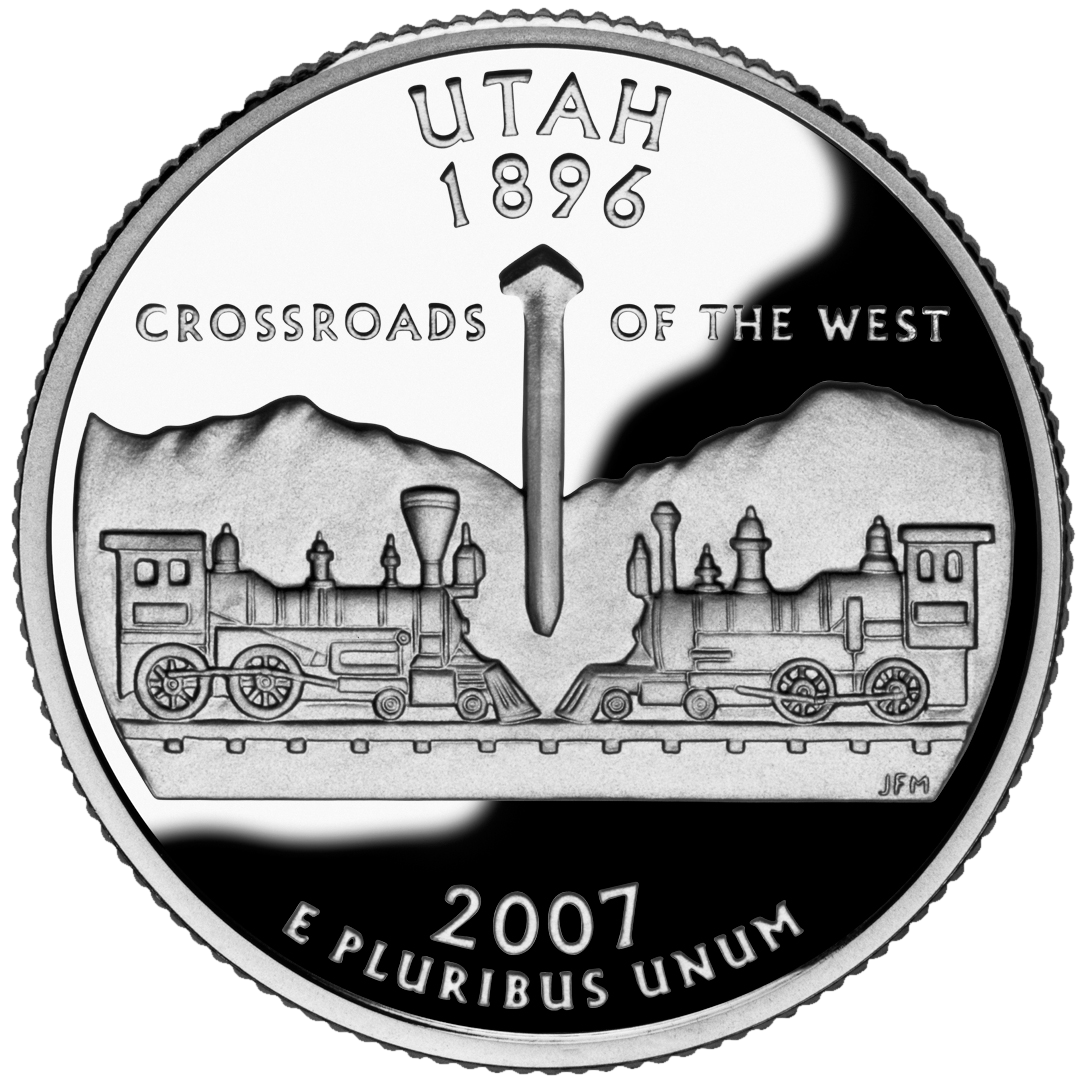
25 центовая монета США, 2007 год